# Activ (contabilitate)
În afaceri și contabilitate, activele sunt resursele economice care aparțin unei țări
. 
Conform definiției din IFRS, un activ reprezintă o resursă controlată de întreprindere ca rezultat al unor evenimente trecute și de la care se așteaptă să genereze beneficii economice viitoare pentru întreprindere.

## Caracteristicile activelor
Activele au următoarele trei caracteristici esențiale:
- Beneficiul economic viitor include o capacitate, fie singulară fie în combinație cu alte active, în cazul societăților orientate spre profit, care contribuie direct sau indirect la viitorul cash flow, și, în cazul organizațiilor non profit, pentru asigurarea anumitor servicii;

- Entitatea poate controla accesul la beneficiu,

- Tranzacția sau evenimentul care dau dreptul la controlul beneficiului deja s-a produs.

Nu este necesar, pentru controlul la respectivul activ să fie întărit prin documente legale, având  în vedere că unitatea poate să îl controleze prin alte mijloace.
Este important de înțeles că în sens contabil un activ nu este același lucru cu dreptul de proprietate. În contabilitate, proprietatea este descrisă prin termenul de "capital" (vezi și termenul înrudit de capital propriu). Activele sunt egale cu suma dintre "capital" plus "pasive".
Ecuația contabilității leagă activele, pasivele, și capitalul propriu: 
Active = Pasive + Capitalul propriu
Ecuația contabilității este structura matematică a bilanțului financiar.
Activele sunt de obicei expuse pe bilanț. Este o balanță normală a debitelor (exemplu: sumele corespunzătoare activelor apar în partea stângă a balanței).  
În mod similar, în economie au activ reprezintă orice formă în care se poate păstra bogăția.
Probabil că cea mai acceptată definiție a activelor este cea utilizată de International Accounting Standards Board . Următorul paragraf este un citat din cadrul de lucru IFRS: 
„ "Un activ este o resursă controlată de către o societate ca rezultat al unor evenimente anterioare și care se așteaptă ca în viitor să aducă beneficii economice societății"”—IFRS
. 
Activele sunt controlate și administrate în cadrul organizațiilor mai mari prin intermediul unor instrumente specializate. Acestea monitorizează achiziția, îmbunătățirile, reparațiile, licențele, eliminarea, etc, atât a activelor fizice cât și a celor imateriale.

#### Investiții pe termen lung
Adeseori cunoscute simplu ca "investiții". Investițiile pe termen lung sunt cele pentru care se intenționează deținerea pe mai mulți ani și care nu vor fi vândute în viitorul apropiat. Acest grup este compus în principal din următoarele patru tipuri de investiții:
1. Investiții în titluri, ca obligațiuni, acțiuni sau titluri de credit pe termen lung.
2. Investiții în mijloace fixe neutilizate în activitatea companiei (ex: teren deținut pentru vânzare).
3. Investiții în fonduri speciale (ex: capital de amortizare sau fonduri de pensii).
4. Investiții în filiale sau companii asociate.

Diferite forme de asigurare pot fi tratate de asemenea ca investiții pe termen lung.